# Chinesischer Milchskandal

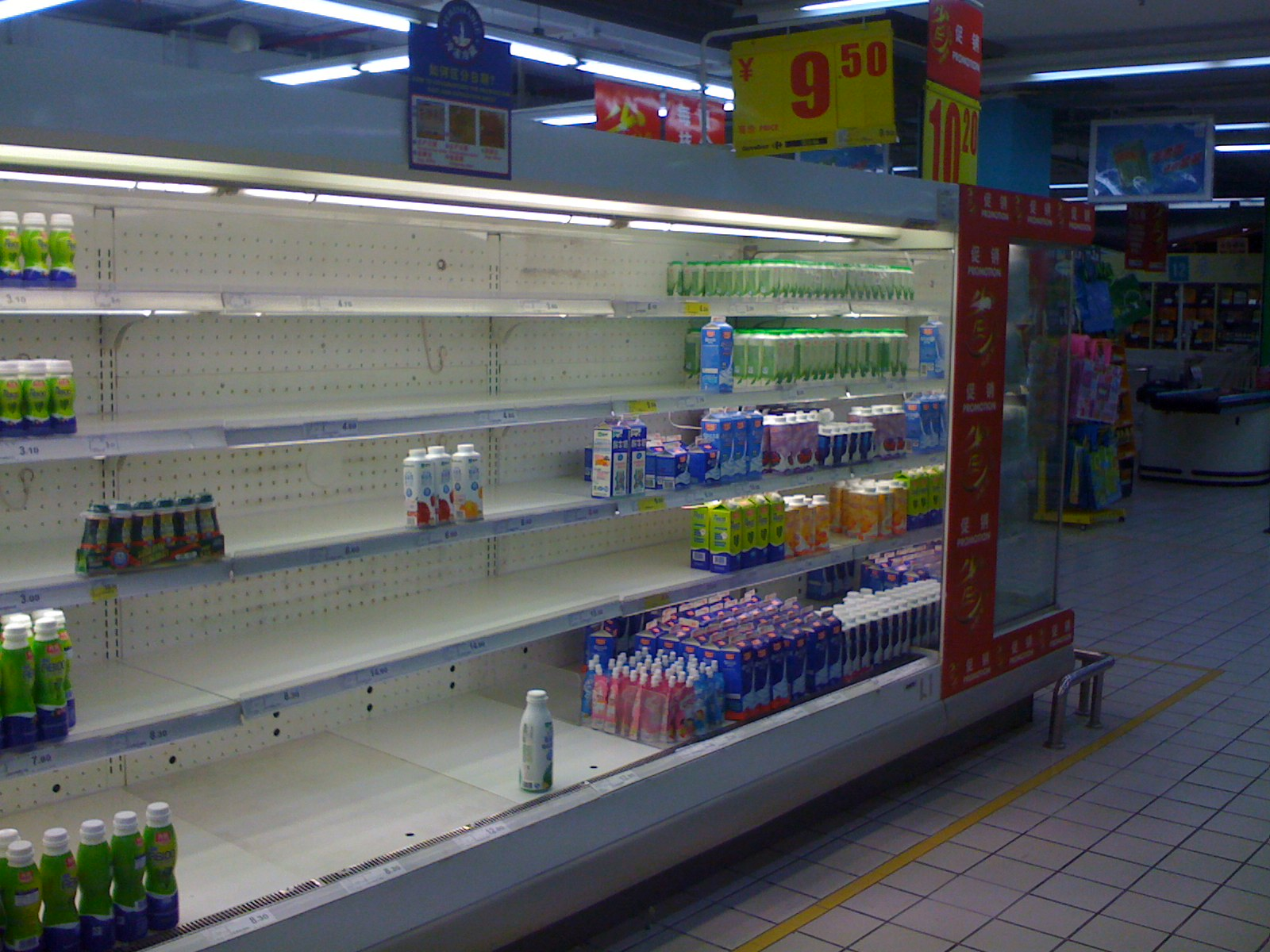
Leeres Milchregal in Folge des Skandals in einem Carrefour in China

Als Chinesischer Milchskandal beziehungsweise Melamin-Skandal wird ein 2008 aufgedeckter Lebensmittelskandal in China bezeichnet.
Dabei wurden stickstoffhaltige Kunstharzgrundstoffe, namentlich Melamin, in Milchprodukte eingemischt, um so trotz verdünnter Milch einen hohen Proteinanteil vorzutäuschen. Möglicherweise wurde bereits über Jahre unbemerkt Milch mit Kunststoffvorprodukten gestreckt, denn Melamin ist von selbst nicht besonders giftig. Die gepanschten Lebensmittel wurden aber 2008 auch in Säuglingsnahrung verwendet und führten zu Nierensteinen und massivem Nierenversagen, sodass knapp 300.000 Babys erkrankten und sechs Säuglinge starben.
Der chinesische Marktführer Sanlu ging in der Folge des Skandals in Insolvenz. Etliche Verantwortliche wurden verurteilt, wobei auch Todesstrafen vollstreckt wurden. Weitere beteiligte Unternehmen und die chinesische Milchwirtschaft insgesamt mussten erhebliche Umsatzverluste hinnehmen. Der Skandal sorgte für weltweites Aufsehen und erschütterte das Vertrauen in Lebensmittel aus China nachhaltig. Die Weltgesundheitsorganisation charakterisierte den Vorfall als einen der größten Lebensmittelskandale der jüngsten Vergangenheit weltweit.
2010 wurden erneut melaminhaltige Milchprodukte im Südwesten Chinas entdeckt. Daher mussten drei Milchfabriken aus der Provinz Guizhou die Produkte, die von Anfang 2009 stammen, zurückrufen.

## Hintergrund

### Vorgeschichte
Bereits 2007 waren bei Tierfutterlieferungen in die USA Melaminzumischungen aufgedeckt worden. Die Fütterung führte zum Tod von Haustieren in den USA durch Nierensteine und Nierenversagen, 2007 wurde daraufhin ein landesweiter Rückruf des Futters eingeleitet. Insoweit wussten Behörden und Fachleute um eine mögliche Gesundheitsgefährdung. Das schwedische Unternehmen Merck SeQuant hatte nach dem chinesischen Futtermittelskandal im Jahr 2007 begonnen, Messtechniken zum selektiven Nachweis von Melamin zu entwickeln.

### Gesundheitliche Auswirkungen von Melamin
Melamin ist von selbst nicht besonders giftig. Da es aber zu zwei Dritteln aus Stickstoff besteht, täuscht es bei einfachen Kontrollanalysen nach Kjeldahl, die nur den Stickstoffgehalt, nicht aber die tatsächlichen Aminosäuren messen, oder bei Nachweisen von Aminogruppen wie beim Kaiser-Test einen höheren Proteinanteil vor. Das so gestreckte Milchpulver wurde dann in Umlauf gebracht. Erst bei der Kombination mit Cyanursäure, einem Abbauprodukt von Melamin, werden Nierensteine in erheblichem Maß gebildet. Daher wird vermutet, dass in dem konkreten Fall Milchpulver mit minderwertigem, unreinem Melamin gestreckt wurde. Die Lebensmittelkontrolleure versuchen zudem, andere beim Panschen von Eiweißpulver einsetzbare Stoffe auszuschließen.
Das (verunreinigte) Melamin in der Milch führte bei Kleinkindern in Mengen zu Nierensteinen und Nierenversagen. Insgesamt erkrankten laut dem chinesischen Gesundheitsministerium im Dezember 2008 294.000 Säuglinge zum Teil schwer durch die gepanschten Milchprodukte, sodass infolge dessen sechs Kinder starben. Dabei wurden zwei Todesfälle aus der zentralchinesischen Provinz Gansu gemeldet, einer aus der Nachbarprovinz Shaanxi und jeweils ein Todesfall in den weiter südlich gelegenen Provinzen Jiangxi, Zhejiang und Guizhou. Insgesamt mussten 51.900 Säuglinge stationär behandelt werden. 13.000 Babys mussten in Kliniken behandelt werden, wobei bis zum 2. Dezember 2008 in China noch 861 Kinder mit Nierenproblemen im Krankenhaus verweilten.
Die Zahl der erkrankten Säuglinge wurde erst im Dezember auf knapp 300.000 Babys angehoben; zuvor lag die Zahl der betroffenen Babys laut Angaben des chinesischen Gesundheitsministeriums bei einem Fünftel der endgültigen Angaben. Das Milchpulver von Sanlu war vor allem bei ärmeren Familien beliebt, sodass spätere Behandlungskosten bei ihnen zu finanziellen Problemen führten.

### Bekanntwerden des Panschens und Aufkommen des Skandals
Das chinesische Gesundheitsministerium hat wohl bereits im Juli beziehungsweise im August 2008 erhöhte Nierensteinfälle erkannt. Dies betraf insbesondere die Provinz Gansu, wo die ersten Todesfälle von Säuglingen bekannt wurden und eine überhöhte Zahl von Nierensteinerkrankungen bei Kleinkindern gemeldet wurde. Daraufhin leitete die Provinzregierung unter der Führung des nationalen Gesundheitsministeriums eine umfassende Untersuchung ein.
Von Sanlu wurde im September 2008 zugegeben, Melamin ihren Produkte beigegeben zu haben. Der neuseeländische Konzern Fonterra, dem 43 % von Sanlu gehört, erhielt frühe Hinweise auf eine mögliche Verunreinigung der Milch, ging mit dem Verdacht aber erst spät an die Öffentlichkeit. Jiang Yu, die Sprecherin des Außenministeriums während der Zeit des Skandals, meinte, dass die Zentralregierung erst von der neuseeländischen Botschaft über das kontaminierte Milchpulver informiert worden sei. Die Behörden in Shijiazhuang sollen durch einen schriftlichen Bericht erst am 2. August 2008 erfahren haben. Um die Olympischen Spiele nicht zu überschatten, wurde der Vorfall erst einen Monat später an die nächsthöhere Verwaltungsebene weitergemeldet. Nach Angaben aus der chinesischen Hauptstadt Peking seien mindestens 20 chinesische Unternehmen in den Melamin-Skandal verwickelt gewesen, allerdings seien dabei die meisten Molkereiprodukte für Erwachsene und die Mengenkonzentration geringer als bei Sanlu gewesen.
Die chinesische Regierung räumte in einem „Beschluss über die Aktionen zur Neuordnung der nationalen Milchstationen“ ein, dass die Verwaltung und Kontrollen der Milchsammelstationen in den vergangenen Jahren „verstreut, chaotisch und intransparent“ geworden seien. So nutzten die Unternehmen, die unter wirtschaftlichem Druck standen, das Chaos aus und produzierten gesundheitsschädliche Milch. Ebenfalls wurde in Tiernahrung in China Melamin hinzugefügt, sodass in Folge auch tierische Produkte wie zum Beispiel Eier Melamin enthielten.

### Globale Auswirkung
Kurz nachdem der Milchskandal in China bekannt geworden war, wurden auch in Deutschland in einem Asia-Shop in Baden-Württemberg mit Melamin verunreinigte Milchbonbons aus China entdeckt. Verbraucherschützer rieten vom Verzehr dieser Produkte trotz der vergleichsweise geringen Konzentration ab. Laut Angaben des Landesverbraucherministeriums waren es Bonbons der Marke White Rabbit, die von Guanshengyuan hergestellt und von Liroy B.V. vertrieben wurden. Sie riefen die Produkte daraufhin weltweit zurück, obwohl der Verzehr einzelner als ungefährlich eingestuft wurde.
In den Niederlanden und in Australien wurden Kekse der Marke Koala wegen Verdachts auf Melamin aus den Regalen genommen. Auch in Hongkong und Macau, der chinesischen Sonderverwaltungszone, wurde der Verkauf dieser Produkte gestoppt. Zuvor wurden ebenfalls in Australien Bonbons wegen Melamin-Bestandteilen konfisziert und in Großbritannien Schokoladenprodukte aus den Regalen genommen.

### Historische Parallelen
In den USA werden Parallelen zum swill milk scandal von 1858 gezogen, bei dem in New York eine deutlich erhöhte Kindersterblichkeit auf massiv mit Gips, Stärke, verunreinigtem Wasser und verdorbenen Eiern gepanschte Milch von zudem unzureichend, mit Schnapsbrennereiabfällen ernährten Kühen zurückgeführt wurde. In beiden Fällen lag ein großes Wirtschaftswachstum und eine demgegenüber wenig regulierungsfähige oder -willige Regierung vor. Im New Yorker Fall setzte eine funktionierende (externe) Öffentlichkeit Aufklärung und Verbesserungen bei der Lebensmittelaufsicht gegen erhebliche lokale politische Widerstände durch.

## Folgen

### Einfuhrverbote im Ausland
In vielen Staaten Afrikas, Europas und Asiens wurden Einfuhrbeschränkungen für chinesische Lebensmittel und Milchprodukte verhängt. So wurde gleich im September 2008 ein Einfuhrverbot von der Europäischen Union für in China produzierte Milchprodukte verhängt. Ebenfalls stoppte Indonesien den Verkauf von zahlreichen Produkten, darunter Süßigkeiten der Marke M&M’s und den Schokoriegel Snickers. Taiwan stoppte den Verkauf von auch aus China importiertem Instantkaffee und Milchtee-Packungen mit kontaminiertem Milchpulver. In Singapur wurden Melaminspuren der aus China stammenden Bonbonmarke „White Rabbit Creamy Candy“ gefunden und somit die Einfuhr gestoppt.
Aus diesen Gründen brach laut Angaben der Zeitung China Daily der Export chinesischer Milchprodukte im Oktober 2008 im Vergleich zum Vormonat um 92 Prozent ein.

### Reaktion der chinesischen Regierung

#### Verurteilungen
Wegen des Skandals wurden zahlreiche Verantwortliche verurteilt und teilweise hingerichtet. Dabei sollen die Strafen laut der Frankfurter Allgemeinen Zeitung die „Entschlossenheit der Regierung, gegen Probleme bei der Lebensmittelsicherheit vorzugehen und den Skandal schnell hinter sich zu bringen“ zeigen.
Es wurden 21 Menschen vor Gericht gestellt und verurteilt, darunter die zu dem Zeitpunkt ehemalige Chefin des chinesischen Milchunternehmens Sanlu Tian W. Am 24. November 2009 wurden zwei Verantwortliche hingerichtet, nachdem sie zuvor im Januar desselben Jahres „wegen Gefährdung der öffentlichen Sicherheit und Herstellung und Verkauf giftiger Nahrung“ schuldig gesprochen wurden. Ein zum Tode verurteilter Mann war der Rinderzüchter Zhang Y. Sein Urteil wurde am 22. Januar 2009 in Shijiazhuang, der nördlichen Provinz Hebei, gesprochen. Er betrieb ein Labor zur Herstellung von Melamin. Wenige Tage später wurde auch Molkerei-Betreiber Geng J. hingerichtet. Die restlichen Strafen beliefen sich auf Freiheitsstrafen zwischen zwei Jahren bis lebenslänglich.

#### Vorgehen gegen zukünftige Skandale
Aus Folgen des Skandals kündigte die chinesische Regierung schärfere Kontrollen für ihre Produkte an. In Zukunft würden zentrale und lokale Abteilungen der Ministerien für Landwirtschaft, Gesundheit und Öffentliche Sicherheit sowie die Büros für Qualitätskontrolle, Industrie und Handel verantwortlich sein. Daher wurden in mehr als 30 Provinzen des Landes nach dem Skandal Kommissionen eingerichtet, die das komplette System der Milchproduktion und Milchvermarktung überprüfen und reformieren sollten.
In der Provinz Qinghai wurden 64 Tonnen Material zur Produktion und zwölf Tonnen fertiggestelltes mit Melamin angereichertes Milchpulver gefunden. In Jilin wurden rund 1.000 Packungen Milchpulver gefunden, die die zulässigen Grenzwerte für Melamin um etwa das 500-fache überschritten. Beide gepanschten Produkte wurden daher aus dem Verkehr gezogen.

### Entschädigung
Die Hersteller der verseuchten Babynahrung boten insgesamt 1,1 Milliarden Yuan (rund 112 Millionen Euro) Entschädigung an. Dieses Angebot wurde jedoch von Anwälten der Kläger abgelehnt, da sie diese als zu niedrig ansahen.
Wenige Monate nach dem Skandal ging die Molkerei Sanlu insolvent und ein Gericht in Shijiazhuang stimmte dem Konkursantrag am 24. Dezember 2008 zu. Mit diesem Beschluss blieb jegliche Entschädigung der Kläger aus und hohe Arztrechnungen mussten von Familien selbst getragen werden. Der Nachrichtenagentur Xinhua zufolge wollte die Stadtregierung von Shijiazhuang mit dem Gerichtsbeschluss verhindern, dass Sanlu zerschlagen und die Unternehmensteile an andere chinesische Milchproduzenten verkauft werden würden.
Anwälte, die von den Familien beauftragt wurden, weigerten sich vorerst, die Klagen anzunehmen, da sie noch keine Instruktionen erhalten haben, wie sie mit der Situation umgehen sollten. Letztendlich haben 200 Angehörige von verstorbenen oder erkrankten Kindern beim Obersten Gerichtshof Klage eingereicht, da zu geringe Entschädigungszahlung erhalten worden seien (umgerechnet 56.000 bis 77.000 Euro).

### Kontroversen in China
Im Zuge des Milchskandals wurde Chinas Regierung auch im Lande selbst heftig und im ungewohnten Maßstab kritisiert. Es wurde unter anderem vermutet, das Panschen sei schon länger bekannt gewesen, vor den Olympischen Spielen in Peking aber ein öffentliches Bekanntwerden unterdrückt worden. Die regierungsamtlich versprochene Transparenz und Aufklärung sei nicht umgesetzt worden, Hintergründe des Skandals seien trotz der Verurteilungen keineswegs vollständig aufgeklärt.
Von der chinesischen Regierung wurde noch im September 2008 versprochen, allen geschädigten Kleinkindern freie Behandlung in öffentlichen Spitälern zu gewährleisten. Das Versprechen wurde zunächst aber nicht immer eingehalten. Die chinesische Regierung sicherte darauf eine Rückerstattung gegen einen Behandlungsnachweis zu.
Kontroversen gab es auch um behördlichen Druck gegen eine Anwaltsorganisation, die den betroffenen Eltern kostenlos rechtliche Hilfe anbot. Ebenso erregte der Fall von Zhao Lianhai Aufsehen, der eine Unterstützergruppe für betroffene Eltern und eine Internetwebsite zur Informationssammlung begründet hatte und zu einer Haftstrafe wegen des Schürens sozialer Unruhe verurteilt wurde. Die Menschenrechtsorganisation Amnesty International verurteilte die Strafe.

### Entdeckung von Melamin in Milch 2010
2010 wurden erneut mit Melamin behandelte Milchprodukte durch Lebensmittelkontrolleure im Südwesten Chinas entdeckt, darunter in Speiseeis. Daher mussten drei Milchfabriken aus der Provinz Guizhou die Produkte, die von Anfang 2009 stammen, zurückrufen. Auch hier wurde Kritik an die behördlichen Kontrollen ausgeübt, die den Skandal von 2008 als gebannt beteuert hatten. Das Vertrauen chinesischer Bürger in ihre heimischen Produkte sank erneut.

### Import ausländischer Milch und ausländischen Milchpulvers
Seit dem Milchskandal wurde etwa in Deutschland hergestellte Milch in China erheblich mehr nachgefragt. So hat sich von 2007 bis 2012 die nach China exportierte Milchmenge vertausendfacht, da chinesische Bürger den Qualitätskontrollen in Deutschland vertrauen. Von der deutschen Milchindustrie wird China als Exporthoffnungsträger betrachtet. Einen ähnlichen Nachfrageboom erlebte in Deutschland produziertes Milchpulver. Aufgrund der hohen Gewinnmarge entwickelte sich ein länderübergreifender Schwarzmarkt.